# John Balleny
John Balleny (zm. w 1842 roku lub później) – angielski kapitan szkunera „Eliza Scott”, który przewodził wyprawie odkrywczej do Antarktyki w latach 1838–1839, na zlecenie angielskiej firmy wielorybniczej Samuel Enderby & Sons. Podczas wspomnianej ekspedycji, Balleny, żeglujący wraz z Thomasem Freemanem i „Sabrina” dotarł do Oceanu Południowego płynąc południkowym korytarzem wyznaczonym przez linię południka 175°E, na południe od Nowej Zelandii.

## Życiorys
Balleny urodził się około 1770 roku i do 1798 mieszkał w St George in the East będącej w owym czasie dzielnicą portową Londynu, oraz był współwłaścicielem statku „Blenheim” o pojemności 569 ton. Do 1824 był on wymieniany jako kapitan kilku innych statków handlowych w tym statku „Lord Cathcard” oraz brygu „Peace” o pojemności 269 BRT. W 1824 roku stał się współwłaścicielem wielorybniczego barku „Caledonia”, aczkolwiek w kolejnych latach nie był wymieniany w spisach jako kapitan żadnego statku, co najprawdopodobniej oznaczało, że przeszedł na emeryturę.

## Wyprawa na „Eliza Scott”
Na początku lat 30. XIX wieku przedsiębiorstwo Samuel Enderby & Sons wysłało dwie nieudane ekspedycje w kierunku Antarktyki i pomimo niepowodzeń zdecydowało się wysłać trzecią, w której skład miał wchodzić szkuner „Eliza Scott” o pojemności 156 ton oraz kuter „Sabrina” o pojemności 54 ton. Kiedy statki wyszły w morze z Londynu 12 lipca 1838, dowódcą „Elizy Scott” był Thomas Freeman. Jednakże już dwa dni później po dopłynięciu do Deal doszło do zmiany, w wyniku której dowodzenie na „Eliza Scott” objął Balleny (najwyraźniej zawieszając swoją kapitańską emeryturę), zaś Freeman został kapitanem „Sabriny”.
Szkuner „Eliza Scott” nie był zbudowany z myślą o tak żmudnej podróży, toteż ekspedycja była dość trudna zarówno dla Johna Balleny, jak i jego załogi. W dodatku, Balleny początkowo zamierzał co niedzielę celebrować nabożeństwo religijne na pokładzie, co spotkało się z aprobatą rodziny Enderby, jednakże załoga już na początku podróży odmówiła udziału w nabożeństwie początkowym, toteż Balleny musiał porzucić swój zamysł. Statki dotarły na Wyspę Chalky w pobliżu Nowej Zelandii 3 grudnia 1838, gdzie załoga otrzymała miesiąc odpoczynku, polowała na foki i uzupełniała zapasy.
Flotylla Balleny’ego zatrzymała się w obrębie paku lodowego otaczającego Antarktydę, gdzie w 1839 roku wyprawa odkryła Wyspy Balleny’ego, a także miała możliwość krótkiego oglądania właściwego kontynentu Antarktydy. Miejsce obserwowane przez członków wyprawy miało współrzędne 64°58′S, 121°08′E i dzisiaj jest nazywane jako Sabrina Coast.
W drodze powrotnej, 24 marca 1839, utracona została „Sabrina”, zaś cała wyprawa okazała się nieopłacalna, jako że przywiezione przez Balleny’ego 178 skór foczych nie pokryło kosztów ekspedycji.
W latach 1840–1841 Balleny był kapitanem nowego barku „Taglioni”, którym dowodził podczas podróży do Kalkuty oraz w 1842 do Australii. Wszelkie informacje o nim urywają się w 1842 roku, toteż najprawdopodobniej wtedy zmarł.